# Анністон (аеропорт)
Аеропорт Анністон (IATA: ANB, ICAO: KANB, FAA:ANB) — державний цивільний аеропорт, що розташований за 8 км на південний захід від Анністона, столиці штату Алабама, США. Заснований 1962 року. Має одну злітну смугу довжиною 2,134 м. 2007 року аеропорт обробив 34164 операції зліт-посадка, з яких 72 % склали авіація загального користування, 14 % — рейси військової авіації, 14 % — аеротаксі і 1 % — комерційні польоти. У аеропорту базуються 74 літаки, зокрема одно- та багатомоторні та вертольоти. Відомий також як аеропорт ім. Томаса Брумліка.